# سفندر لامع الظهر

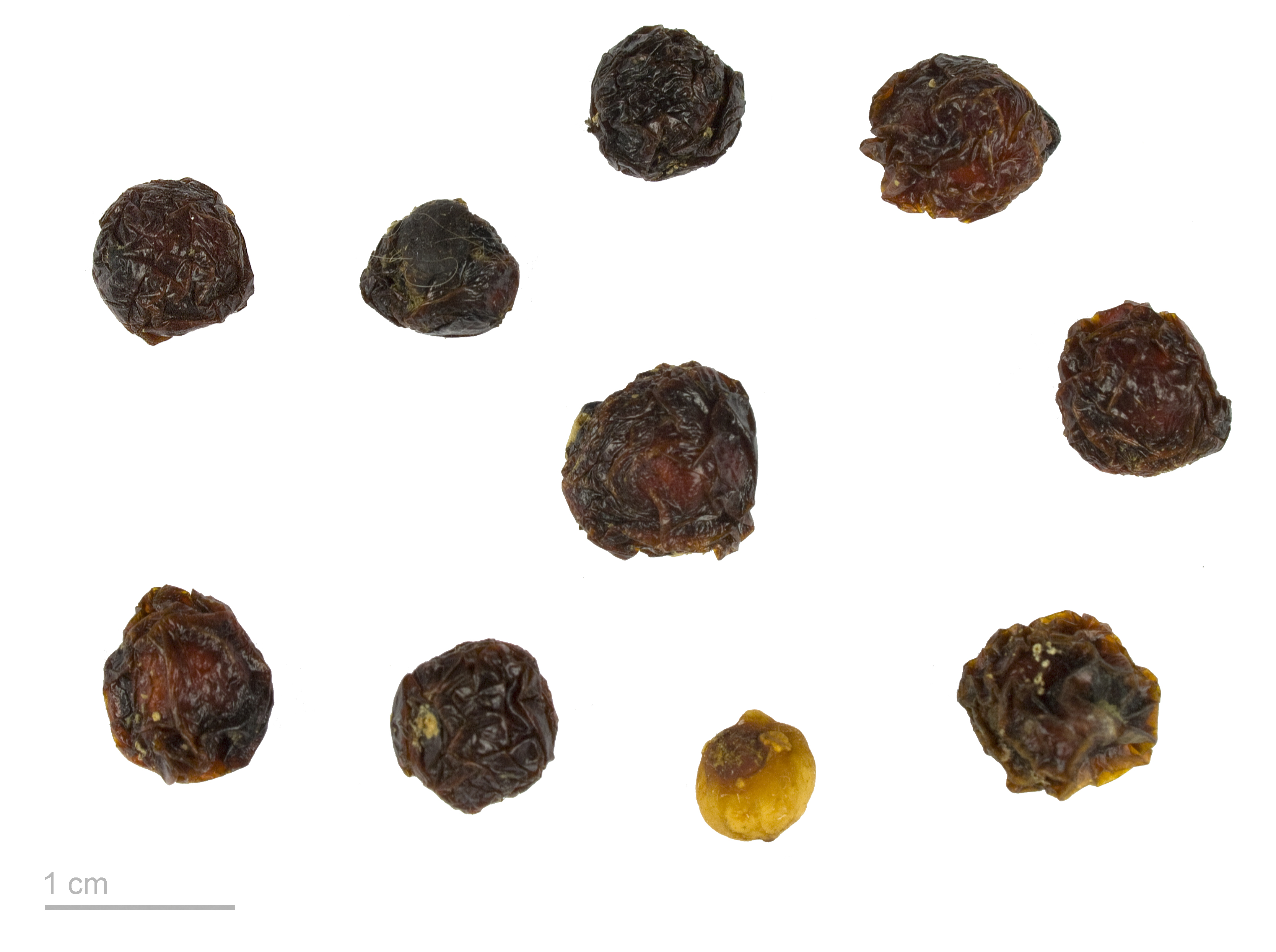
Ruscus hypoglossum

'السفندر لامع الظهر أو السَّفندر اللَسِن أو لسان الفرس أو الرَعَنـْد أو أوبُغْلُصُن نوع نباتي ينتمي إلى جنس السفندر من الفصيلة الهليونية.

## البيئة والانتشار
ينتشر في المشرق العربي وتركيا وإيطاليا واليونان ومعظم مناطق البلقان ووسط أوروبا.

## معرض صور

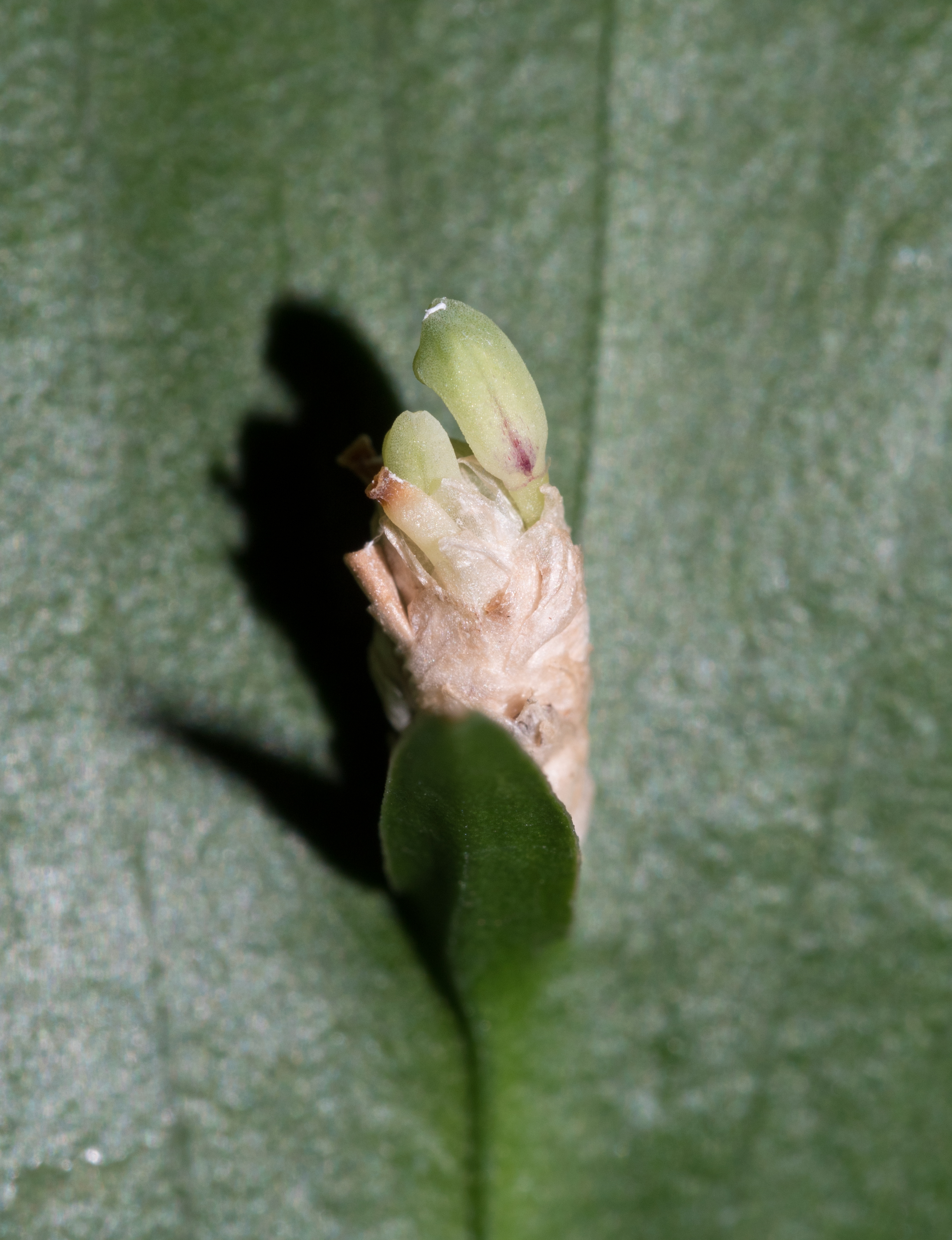
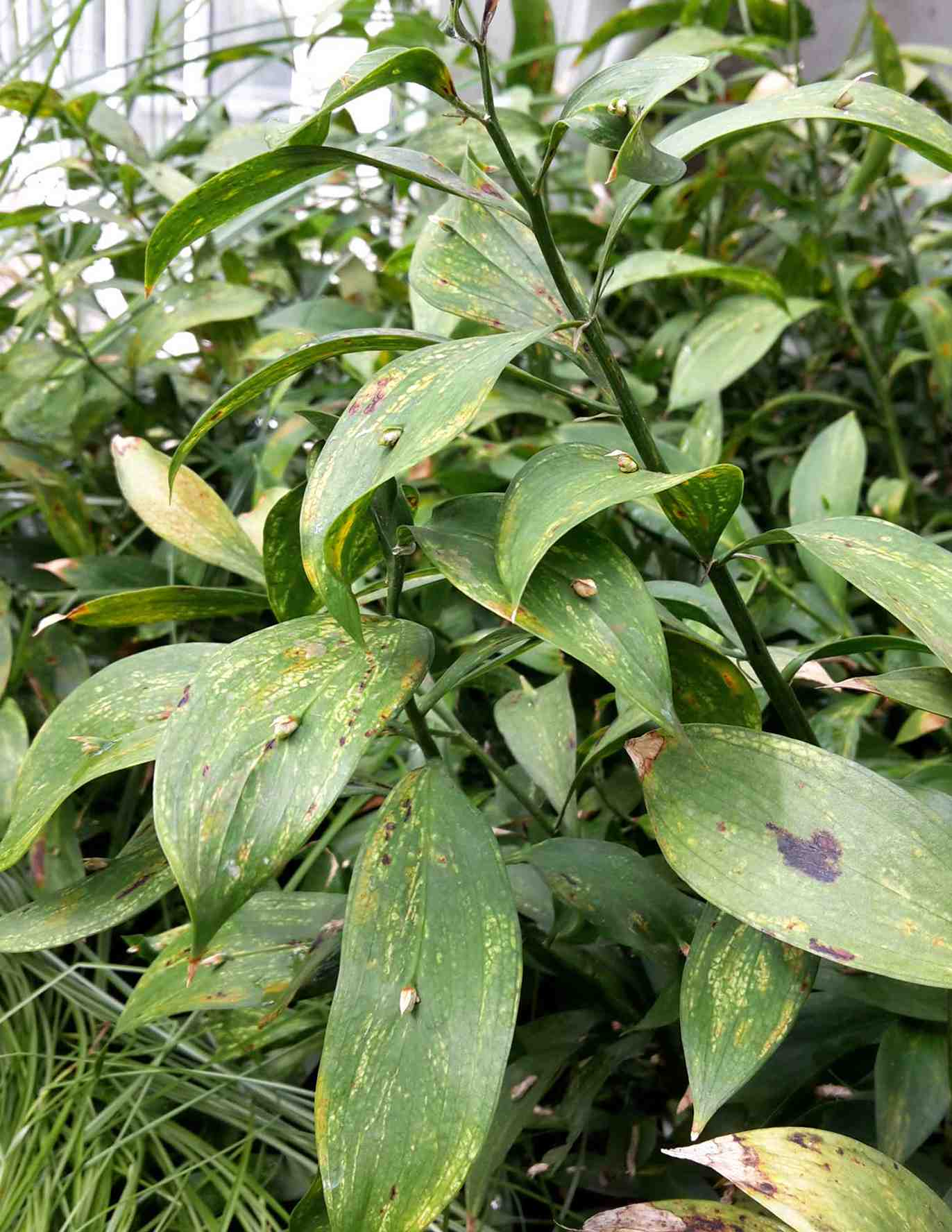
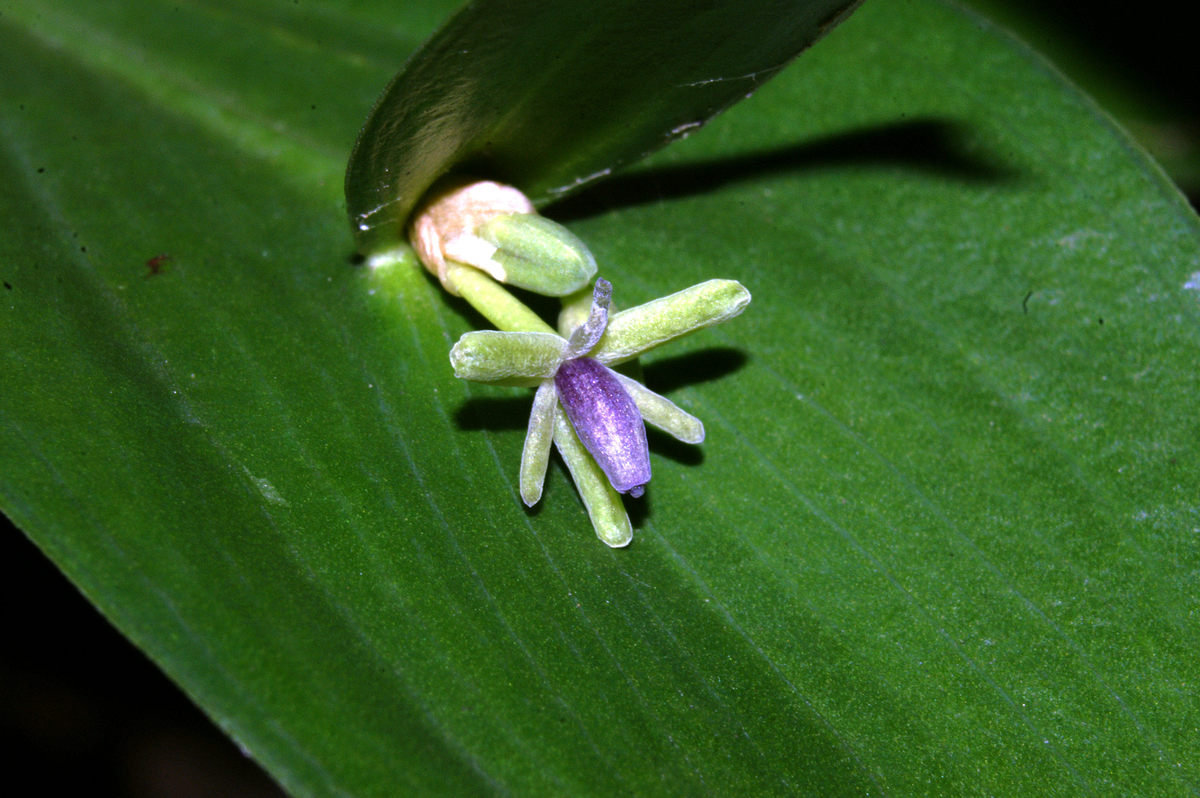

## الوصف النباتي
تنتج ثماره على الأوراق.